# Västra Åselbäcktjärnen
Västra Åselbäcktjärnen är en sjö i Torsby kommun i Värmland och ingår i Göta älvs huvudavrinningsområde. Sjön är 3,4 meter djup, har en yta på 0,017 kvadratkilometer och befinner sig 364 meter över havet.